# Toolongella
Toolongella is een geslacht van uitgestorven kreeftachtigen uit de klasse van de Ostracoda (mosselkreeftjes).

## Soort
- Toolongella mimica Bate, 1972 †